# Maria Francesca di Borbone-Parma
Maria Francesca di Borbone-Parma (nome completo: Maria Francesca Antonietta Giovanna Maddalena di Borbone-Parma; Parigi, 19 agosto 1928), nata Principessa di Parma e Piacenza come prima figlia del Duca titolare Saverio di Borbone-Parma e di sua moglie, la Duchessa titolare Maddalena di Borbone-Busset, è divenuta Principessa di Lobkowicz dopo il suo matrimonio.

## Biografia

### Infanzia e giovinezza
La Principessa Maria Francesca di Borbone-Parma nacque il 19 agosto 1928 a Parigi e venne battezzata con i nomi di Maria Francesca Antonietta Giovanna Maddalena. Era la prima figlia del Duca titolare di Parma e Piacenza Saverio di Borbone-Parma e di sua moglie, la Duchessa consorte titolare Maddalena di Borbone-Busset. I suoi genitori erano anche i Pretendenti Carlisti al Trono di Spagna.
Ha avuto due fratelli minori, Carlo Ugo (1930–2010), e Sisto Enrico (nato nel 1940). Ha avuto anche tre sorelle minori, Maria Teresa (1933–2020), Cecilia Maria (1935–2021), e Maria della Neve (nata nel 1937).
Dopo l'Occupazione tedesca della Francia nel 1940 suo padre fu arrestato dai Nazisti e più tardi deportato nel Campo di concentramento di Dachau. Dopo essere stata arrestata, Maria Francesca fuggì in Austria con l'aiuto dei Servizi di soccorso cattolici, dopo la Rivoluzione ungherese del 1956. Poco dopo si stabilì nella Berlino Ovest per aiutare i fuggiti dall'Unione Sovietica.

### Matrimonio

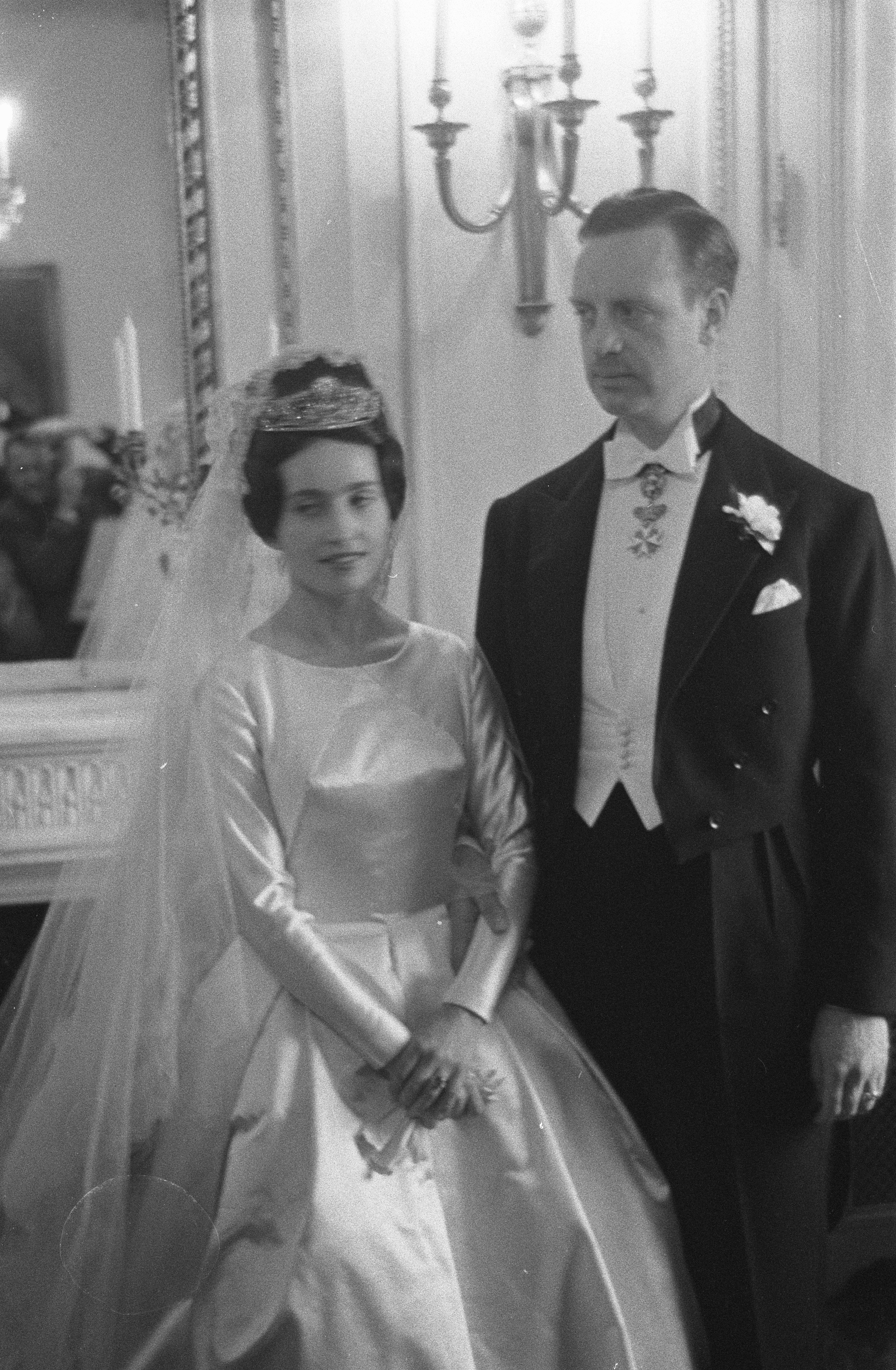
La Principessa Maria Francesca e il Principe Edoardo di Lobkowicz durante il loro matrimonio religioso nel 1960

Maria Francesca sposò civilmente l'11 dicembre 1959 il Principe Edoardo di Lobkowicz (1926–2010) a Besson. Il matrimonio religioso ebbe luogo nella Cattedrale di Notre-Dame di Parigi il 7 gennaio 1960. Ebbero quattro figli.
Il loro fu il primo matrimonio della dinastia Borbone nella Cattedrale di Notre-Dame dopo quello del Principe Carlo Ferdinando di Borbone-Francia e della Principessa Carolina di Borbone-Due Sicilie nel 1816.
Nel 1980 lei e la sua famiglia si trasferirono in Libano, dove che suo marito era stato nominato ambasciatore per il Sovrano Militare Ordine di Malta. In Libano è stata coinvolta nella costruzione e nello sviluppo di dodici centri medico-sociali di proprietà dell'Ordine. Nel 1987 ha fondato la "Malte Liban Association", che raccoglie fondi per le cliniche mediche al servizio dei poveri.
Maria Francesca fu membro della delegazione di Saint-Siège delle Nazioni Unite dal 1990 al 1995.
Il figlio maggiore di Maria Francesca, Edoardo Saverio, fu assassinato a Parigi nel 1984. Il suo secondo figlio, Roberto Emanuele, morì nel 1988 per un tumore al cervello.

### Vedovanza

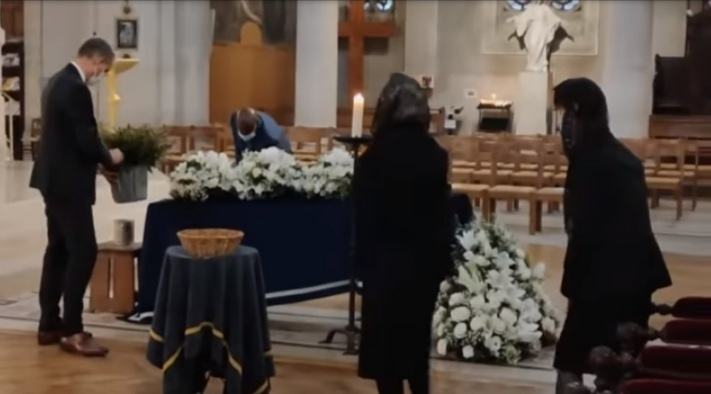
La Principessa Maria Francesca (la prima da sinistra) con la sorella Maria della Neve ai funerali della sorella Cecilia Maria il 10 settembre 2021

Il marito Edoardo morì il 2 aprile 2010 all'età di 83 anni, a Parigi.
Il 10 settembre 2021 ha partecipato ai funerali della sorella, Cecilia Maria, a Parigi, con evidente commozione. Era presente anche il figlio Carlo Enrico e la figlia Maria Gabriella; i nipoti Carlo Saverio, Margherita, Giacomo e Maria Carolina; figli del defunto Carlo Ugo. Era presente anche la sorella Maria della Neve, mentre il fratello Sisto Enrico non era presente.
Maria Francesca partecipa raramente agli eventi della casa Borbone-Parma, preferendo risiedere stabilmente nel Castello della Famiglia Lobkowicz.

## Discendenza
Maria Francesca e suo marito ebbe quattro figli:
1. Edoardo Saverio (Parigi, 18 ottobre 1960 – Ivry-sur-Seine, 27 aprile 1984);
2. Roberto Emanuele (Parigi, 31 dicembre 1961 – Bhannes, 29 ottobre 1988; 27 anni);
3. Carlo Enrico (Parigi, 17 maggio 1964);
4. Maria Gabriella (Parigi, 11 giugno 1967).

## Ascendenza
|                                               |                                              |                                               | Genitori                                             |  |  | Nonni |  |  | Bisnonni           |  |  | Trisnonni         |  |
|                                               |                                              |                                               |                                                      |  |  |       |  |  | Carlo III di Parma |  |  | Carlo II di Parma |  |
|                                               |                                              |                                               |                                                      |  |  |       |  |  | Carlo III di Parma |  |  | Carlo II di Parma |  |
|                                               |                                              | Maria Teresa di Savoia                        |                                                      |  |  |       |  |  | Carlo III di Parma |  |  |                   |  |
| Roberto I di Parma                            |                                              |                                               |                                                      |  |  |       |  |  | Carlo III di Parma |  |  |                   |  |
|                                               |                                              | Luisa Maria di Borbone-Francia                | Carlo di Borbone-Francia                             |  |  |       |  |  |                    |  |  |                   |  |
|                                               |                                              | Luisa Maria di Borbone-Francia                | Carlo di Borbone-Francia                             |  |  |       |  |  |                    |  |  |                   |  |
|                                               |                                              | Luisa Maria di Borbone-Francia                | Carolina di Borbone-Due Sicilie                      |  |  |       |  |  |                    |  |  |                   |  |
| Saverio di Borbone-Parma                      |                                              | Luisa Maria di Borbone-Francia                |                                                      |  |  |       |  |  |                    |  |  |                   |  |
|                                               |                                              | Michele del Portogallo                        | Giovanni VI del Portogallo                           |  |  |       |  |  |                    |  |  |                   |  |
|                                               |                                              | Michele del Portogallo                        | Giovanni VI del Portogallo                           |  |  |       |  |  |                    |  |  |                   |  |
|                                               |                                              | Michele del Portogallo                        | Carlotta Gioacchina di Borbone-Spagna                |  |  |       |  |  |                    |  |  |                   |  |
| Maria Antonia di Braganza                     |                                              | Michele del Portogallo                        |                                                      |  |  |       |  |  |                    |  |  |                   |  |
|                                               |                                              | Adelaide di Löwenstein-Wertheim-Rosenberg     | Costantino di Löwenstein-Wertheim-Rosenberg          |  |  |       |  |  |                    |  |  |                   |  |
|                                               |                                              | Adelaide di Löwenstein-Wertheim-Rosenberg     | Costantino di Löwenstein-Wertheim-Rosenberg          |  |  |       |  |  |                    |  |  |                   |  |
|                                               |                                              | Adelaide di Löwenstein-Wertheim-Rosenberg     | Agnese di Hohenlohe-Langenburg                       |  |  |       |  |  |                    |  |  |                   |  |
| Maria Francesca di Borbone-Parma              |                                              | Adelaide di Löwenstein-Wertheim-Rosenberg     |                                                      |  |  |       |  |  |                    |  |  |                   |  |
|                                               | Enrico di Borbone-Busset, conte di Lignières | Eugenio de Bourbon-Busset, conte di Lignières |                                                      |  |  |       |  |  |                    |  |  |                   |  |
|                                               | Enrico di Borbone-Busset, conte di Lignières | Eugenio de Bourbon-Busset, conte di Lignières |                                                      |  |  |       |  |  |                    |  |  |                   |  |
|                                               | Enrico di Borbone-Busset, conte di Lignières | Ide de Calonne dei marchesi di Courtebonne    |                                                      |  |  |       |  |  |                    |  |  |                   |  |
| Giorgio di Borbone-Busset, conte di Lignières | Enrico di Borbone-Busset, conte di Lignières |                                               |                                                      |  |  |       |  |  |                    |  |  |                   |  |
|                                               |                                              | Adrienne dei marchesi di Mailly-Nesle         | Adrien, marchese di Mailly-Nesle                     |  |  |       |  |  |                    |  |  |                   |  |
|                                               |                                              | Adrienne dei marchesi di Mailly-Nesle         | Adrien, marchese di Mailly-Nesle                     |  |  |       |  |  |                    |  |  |                   |  |
|                                               |                                              | Adrienne dei marchesi di Mailly-Nesle         | Eugénie de Lonlay dei marchesi di Villepail          |  |  |       |  |  |                    |  |  |                   |  |
| Maddalena di Borbone-Busset                   |                                              | Adrienne dei marchesi di Mailly-Nesle         |                                                      |  |  |       |  |  |                    |  |  |                   |  |
|                                               |                                              | René de Kerret, visconte di Quillien          | Charles de Kerret, visconte di Quillien              |  |  |       |  |  |                    |  |  |                   |  |
|                                               |                                              | René de Kerret, visconte di Quillien          | Charles de Kerret, visconte di Quillien              |  |  |       |  |  |                    |  |  |                   |  |
|                                               |                                              | René de Kerret, visconte di Quillien          | Marie Lefebvre de la Faluere dei signori di Jalanges |  |  |       |  |  |                    |  |  |                   |  |
| Jeanne de Kerret dei visconti di Quillien     |                                              | René de Kerret, visconte di Quillien          |                                                      |  |  |       |  |  |                    |  |  |                   |  |
|                                               |                                              | Marie Léonie Gautier                          | Claude Joseph Gautier                                |  |  |       |  |  |                    |  |  |                   |  |
|                                               |                                              | Marie Léonie Gautier                          | Claude Joseph Gautier                                |  |  |       |  |  |                    |  |  |                   |  |
|                                               |                                              | Marie Léonie Gautier                          | Claudine Benoîte Vespre                              |  |  |       |  |  |                    |  |  |                   |  |
|                                               |                                              | Marie Léonie Gautier                          |                                                      |  |  |       |  |  |                    |  |  |                   |  |

## Titoli e trattamento
- 19 agosto 1928 - 11 dicembre 1959: Sua Altezza Reale la Principessa Maria Francesca di Borbone-Parma.
- 11 dicembre 1959 - 2 aprile 2010: Sua Altezza Reale la Principessa Maria Francesca di Borbone-Parma, Principessa consorte di Lobkowicz, Principessa di Parma.
- dal 2 aprile 2010: Sua Altezza Reale la Principessa Maria Francesca di Borbone-Parma, Principessa vedova di Lobkowicz, Principessa di Parma.